# 강원고속
강원고속(江原高速)은 강원특별자치도 춘천시의 시외버스 업체이다.

## 역사
1952년 4월 11일 강원운수(江原運輸)로 설립하면서 시외버스 업체를 시작하였다. 1961년 승리운수를 인수하였으며, 1966년 지입업체체제에서 준직영업체로 전환하였다. 1974년 12월 26일 강원도 춘천시 근화동 신터미널 신축이전을 하였으며, 1년 뒤인 1975년 현대운수를 인수하였다. 1976년 완전직영으로 전환되었으며, 1997년 7월 29일 사명을 강원운수(江原運輸)에서 강원고속(江原高速)으로 변경하였다. 2000년 3월 30일 청평터미널을 인수하였으며, 2년 뒤인 2002년 11월 30일 강원도 춘천시 강남동에 춘천시외버스터미널로 신축이전을 하였다. 2019년 현 대표인 이희준 사장이 취임하였으며, 2019년 7월 1일부터 진흥고속의 7000번을 제외한 모든 시외버스를 이관받아 오늘에 이르고 있다.

## 운행 노선

### 동서울출발 노선
- ● 동서울 ( ↔ 청평 ↔ 가평) ↔ 춘천 (↔ 화천)
- ● 동서울 ↔ 양구 (금강고속과 공동운행) <춘천 경유와 홍천 경유로 나뉨, 1일 3회는 무정차 운행>
- ● 동서울 ( ↔ 일동 ↔ 이동 ↔ 신수리 ) ↔ 와수리 ( ↔ 산양리)
- ● 동서울 ↔ 일동 ↔ 이동 ↔ 백운동 ↔ 사창리 ( ↔ 다목리)
- ● 동서울 ↔ 일동

### 서울경부출발 노선
- ● 서울경부 ↔ 춘천 (대원고속과 공동운행)
- ● 서울경부 ↔ 장현 ↔ 내촌 ↔ 포천 ↔ 운천 ↔ 신철원 ↔ 동송

### 안산출발 노선
- ● 안산 ↔ 의정부 ↔ 포천
- ● 안산 ↔ 안양 ↔ 도농 ↔ 마석 ↔ 청평 ↔ 가평 ↔ 춘천

### 인천출발 노선
- ● 인천 ↔ 안양 ↔ 도농 ↔ 마석 ↔ 청평 ↔ 가평 ↔ 춘천
- ● 인천 ↔ 안양 ↔ 일동 ↔ 신수리 ↔ 와수리 (↔ 산양리)

### 춘천출발 노선
- ● R8000번: 춘천 ↔ 잠실역
- ● 춘천 ↔ 성남 (대원고속과 공동운행)
- ● 춘천 ↔ 가평 ↔ 청평 ↔ 오산 ↔ 송탄 ↔ 평택 (대원고속과 공동운행)
- ● 춘천 ↔ 가평 ↔ 청평 ↔ 마석 ↔ 돌다리 ↔ 고양화정 ↔ 고양
- ● 춘천 ↔ 가평 ↔ 청평 ↔ 마석 ↔ 도농 ↔ 수원[2]
- ● 춘천 ↔ 가평 ↔ 청평 ↔ 김포국제공항 ↔ 인천국제공항
- ● 춘천 ↔ 원주 (직통과 완행으로 나뉨, 금강고속과 공동운행)
- ● 춘천 ↔ 속초 (양양 경유와 무정차로 나뉨, 금강고속과 공동운행)
- ● 춘천 ↔ 간척사거리 ↔ 추곡 ↔ 수인리 ↔ 웅진리 ↔ 대월리 ↔ 양구
- ● 춘천 ↔ 간척사거리 ↔ 오음리 ↔ 용호리
- ● 춘천 ↔ (장평 ↔ ) 강릉 ↔ 동해(강원여객과 공동운행)
- ● 춘천 ↔ 신포리 ↔ 지촌 ↔ 사창리 ↔ 신철원 ↔ 동송
- ● 춘천 ↔ 화천
- ● 춘천 ↔ 가평 ↔ 청평 ↔ 마석 ↔ 도농 ↔ 천안
- ● 춘천 ↔ 지촌 ↔ 신포리 ↔ 사창리 ↔ 다목리 ↔ 육단리 ↔ 와수리
- ● 춘천 ↔ 대전 (직통과 완행으로 나뉨, 서울고속, 금남고속, 금강고속과 공동운행)
- ● 춘천 ↔ 전주 (전북고속과 공동운행)
- ● 춘천 ↔ 홍천 ↔ 횡성 ↔ 원주 ↔ 경주 ↔ 포항 (금강고속, 천마고속과 공동운행)
- ● 춘천 ↔ 홍천 ↔ 횡성 ↔ 원주 ↔ 울산 (금강고속, 천마고속과 공동운행)
- ● 춘천 ↔ 홍천 ↔ 횡성 ↔ 부산 (금강고속, 경북고속과 공동운행)
- ● 춘천 ↔ 홍천 ↔ 횡성 ↔ 장평 ↔ 대화 ↔ 평창 ↔ 정선[3]
- ● 춘천 ↔ 홍천 ↔ 횡성 ↔ 원주 ↔ 북대구 ↔ 서대구(금강고속, 진안고속과 공동운행)

### 원주출발 노선
- ● 원주 ↔ 횡성 ↔ 홍천 ↔ 신남 ↔ 양구
- ● 원주 ↔ 부산 (금강고속, 코리아와이드경북과 공동운행)

### 대전출발 노선
- ● 대전 ↔ 원주 ↔ 횡성 ↔ 공근 ↔ 홍천 ↔ 신남 ↔ 양구
- ● 대전 ↔ 청주 ↔ 장현 ↔ 내촌 ↔ 일동 ↔ 신철원 ↔ 동송[4]

## 보유 차종

#### 기아
- 기아 뉴 그랜버드 이노베이션 파크웨이

#### 현대자동차
- 현대 뉴 프리미엄 유니버스 스페이스 럭셔리
- 현대 뉴 프리미엄 유니버스 럭셔리
- 현대 뉴 프리미엄 유니버스 프라임 EX